# Relations (álbum de Kathryn Williams)
Relations es un álbum compuesto de covers por Kathryn Williams, lanzado por CAW Records el 17 de mayo de 2004. El álbum fue galardonado por la BBC Radio 2 como Álbum Of The Week y alcanzó el puesto #76 en los UK Albums Chart.
Las dos canciones grabadas en vivo, "Hallelujah" y "These Days", pertenecen a un recital en el Open Air Theatre, Londres, ocurrido el 10 de agosto de 2003.
Williams admitió en una entrevista con el periódico The Independent  que "Ni siquiera me gustan los álbumes de covers" pero  "No estoy tratando de mejorar las versiones originales o debatir su talento... es mas un intento de poner sutilmente tu sello en lo que consideras una canción brillante".
El álbum recibió reseñas mixtas con The Guardian concluyendo "Las originales eran mejores" y la revista UNCUT llamándolo "un inusual álbum de canciones reversionadas". La reseña de MusicOMH declaró "esto no puede ser para el gusto de todos (pero) compralo y prepárate para ser seducido." Por otro lado, Popmatters sugirió que el álbum fue "en parte reconocido, en parte elusivo, ofreciendo una irresistible invitación a explorarlo mas a fondo."

## Lista de canciones
1. "In a Broken Dream" (David Bentley; originalmente grabado por Python Lee Jackson) – 3:37
2. "Birds" (Neil Young) – 2:26
3. "Thirteen" (Alex Chilton, Chris Bell; originalmente grabado por Big Star) – 2:56
4. "Hallelujah" (Leonard Cohen) – 5:08
5. "Ballad of Easy Rider" (Roger McGuinn; originalmente grabado por The Byrds) – 2:50
6. "A Guy What Takes His Time" (Ralph Rainger; originalmente grabado por Mae West) – 2:58
7. "Candy Says" (Lou Reed; originalmente grabado por The Velvet Underground) – 3:33
8. "How Can We Hang On to a Dream" (Tim Hardin) – 2:34
9. "I Started a Joke" (Barry Gibb, Robin Gibb & Maurice Gibb; originalmente grabado por The Bee Gees) – 3:07
10. "Easy and Me" (Lee Hazlewood) – 2:46
11. "Spit on a Stranger" (Stephen Malkmus; originalmente grabado por Pavement) – 3:23
12. "All Apologies" (Kurt Cobain; originalmente grabado por Nirvana) – 3:34
13. "Beautiful Cosmos" (Ivor Cutler) – 1:31
14. "These Days" (Jackson Browne) – 4:02

## Detalles de grabación
- Las canciones de estudio fueron grabadas y mezcladas por Kathryn Williams y Dave Maughan, en los estudios FMP, Newcastle. (octubre-noviembre de 2003)
- Las canciones en vivo fueron grabadas por John Fortis y mezcladas por Ed John.